# Kanton Podensac
Podensac is een voormalig kanton van het Franse departement Gironde. Het kanton maakte sinds mei 2006 deel uit van het arrondissement Langon, daarvoor behoorde het tot het arrondissement Bordeaux. Het kanton werd opgeheven bij decreet van 20 februari 2014, met uitwerking op 22 maart 2015. Alle gemeenten zijn opgenomen in het nieuwe kanton Les Landes des Graves.

## Gemeenten
Het kanton Podensac omvatte de volgende gemeenten:
- Arbanats
- Barsac
- Budos
- Cérons
- Guillos
- Illats
- Landiras
- Podensac (hoofdplaats)
- Portets
- Preignac
- Pujols-sur-Ciron
- Saint-Michel-de-Rieufret
- Virelade